# Ruislip Manor (métro de Londres)
Pour les articles homonymes, voir Ruislip (homonymie).
Ruislip Manor est une station de la Metropolitan line et de la Piccadilly line du métro de Londres, en zone 6. Elle est située à Ruislip Manor (en) dans le quartier Ruislip, sur le territoire du Borough londonien de Hillingdon.

## À proximité
- Ruislip Manor (en)
- Ruislip (quartier)